# 中国-缅甸友好协会
中国-缅甸友好协会，简称中缅友协。成立于1952年， 于2011年4月恢复成立。 2015年4月5日上午，中缅建交65周年之际，中国-缅甸友好协会在缅甸仰光举行捐赠仪式，将所收藏之《大涅槃图》赠送给仰光大金塔。
1. ↑  . 光明网. 光明日报.   [2022-07-05]. （原始内容存档于2022-07-06）.
2. ↑  . 中国日报网.   [2022-07-05]. （原始内容存档于2022-07-07）.